# 鳥取市立宮ノ下小学校
鳥取市立宮ノ下小学校（とっとりしりつ みやのしたしょうがっこう）は、鳥取県鳥取市国府町宮下にある公立小学校。

## 沿革[要出典]
- 1873年（明治6年）10月 - 宮ノ下村立宮ノ下小学校創立。
- 1874年（明治7年）4月 - 中郷小学校創立。
- 1877年（明治10年）2月7日 - 中郷小学校を合併。
- 1881年（明治14年）1月 - 中郷小学校を分離。
- 1882年（明治15年）9月 - 宮ノ下村小学校と改称、中郷小学校を分校化。
- 1883年（明治16年） - 美歎分教場開設。
- 1887年（明治20年）1月 - 中郷分校を中郷簡易小学校と独立。
- 1887年（明治20年）4月 - 宮ノ下尋常小学校と改称。
- 1888年（明治21年） - 美歎分教場廃止。
- 1890年（明治23年）3月 - 国府尋常小学校と改称。
- 1890年（明治23年）5月 - 中郷簡易小学校を合併。
- 1892年（明治25年）7月 - 村立国府尋常小学校と改称。
- 1901年（明治34年）4月 - 公立国府尋常小学校と改称。
- 1907年（明治40年）4月 - 国府尋常高等小学校と改称。
- 1907年（明治40年）7月 - 宇倍野第一尋常高等小学校と改称。
- 1908年（明治41年）4月 - 高等科を廃止、宇倍野第一尋常小学校と改称。
- 1923年（大正12年）4月 -宇倍野第一・第二尋常小学校及び高等科を統一し、宇倍野尋常高等小学校と改称、三教場を設置（宮ノ下教場・甑山教場（高等科）・谷教場）。
- 1941年（昭和16年）4月1日 - 国民学校令により宮ノ下教場を宇倍野第一国民学校、甑山教場を宇倍野青年学校、谷教場を宇倍野第二国民学校と改称。
- 1942年（昭和17年）4月 - 高等科を併設。
- 1947年（昭和22年）4月1日 - 学制改革により宇倍野第一小学校と改称。
- 1947年（昭和22年）5月 - 宇倍野村立宮ノ下小学校と改称、高等科を分離し宇倍野中学校に入学。
- 1957年（昭和32年）4月 - 宇倍野村・大成村が合併し国府町発足に伴い、国府町立宮ノ下小学校と改称。
- 2004年（平成16年）11月1日 - 国府町が鳥取市に編入され、鳥取市立宮ノ下小学校と改称。
- 2009年（平成21年）4月1日 - 地理的事情により一部通学区域を鳥取市立岩倉小学校へ分離。

## 通学区域
- 国府町広西、国府町庁、国府町中郷、国府町国分寺、国府町法花寺、国府町三代寺、国府町宮下、国府町奥谷一丁目・二丁目・三丁目の一部、国府町稲葉ヶ丘一丁目～三丁目、国府町新町一丁目・二丁目、国府町美歎の一部、国府町町屋の一部
- ※2009年4月1日から、国府町奥谷三丁目の一部、国府町新通り一丁目、国府町新通り二丁目、国府町新通り三丁目、国府町新通り四丁目、国府町分上一丁目、国府町分上二丁目、国府町分上三丁目、国府町分上四丁目が地理的事情により宮ノ下小学校から岩倉小学校に変更された。

## 当校を校区に含む中学校
- 鳥取市立国府中学校

## 交通アクセス
- JR山陰本線 鳥取駅より：鳥取駅バスターミナル：日ノ丸バス中河原線（路線番号：80・81・82・83・84）「宮ノ下」バス停より200m。